# Distrito de Bonthe
El distrito de Bonthe es uno de los doce distritos de Sierra Leona y uno de los cuatro de la provincia del Sur. Cubre un área de 3.468 km² y albergaba una población de 130.297 personas en 2004. La capital es Bonthe. La isla Sherbro pertenece a este distrito.

## Municipios con población en diciembre de 2015
- Bendu-Cha 7,168
- Bonthe 10,075
- Bum 24,339
- Dema 7,411
- Imperri 33,394
- Jong 33,816
- Kpanda Kemo 10,438
- Kwamebai Krim 14,289
- Nongoba Bullom 20,060
- Sittia 21,347
- Sogbeni 10,863
- Yawbeko 7,581

- Datos: Q892889
- Multimedia: Bonthe District / Q892889